# Gustav Borgen
Gustav Borgen (Oslo, 10 giugno 1865 – 16 agosto 1926) è stato un fotografo norvegese.
Ha lavorato come fotografo tra il 1891 e il 1922 ad Oslo (all'epoca nota come Kristiania), scattando circa 60 000 fotografie che ritraggono celebrità del tempo tra cui politici norvegesi, registi, autori e artisti.